# Rabia Bala Hatun
Rabia Bala Hatun (osmanisch رابعہ بالا سلطان, türkisch Râbi'a Bala Hâtun; geboren 1258; gestorben. 1324 in Söğüt) war Ehefrau des osmanischen Sultans Osman I. und Mutter von Hacıkemaleddinoğlu Alaeddin Pascha und Tochter von Scheich Edebali.

## Leben
Über das Leben von Rabia Bala Hatun ist wenig bekannt. Sie gilt als die Tochter von Scheich Edebali und die Mutter von Alaeddin Pascha. Rabia Bala Hatun war mit Osman Gazi verheiratet. Sie starb 1324. Obwohl sie ihrem Ehemann Osman vorausging, wurde sie mit ihrem Vater in Bilecik begraben.

## Bezeichnungen
Rabia Bala Hatun wird in den Quellen mit unterschiedlichen Namen genannt. Scheich Edebalis Tochter wird in der Geschichte von Oruç als „Rabia“ bezeichnet. Jedoch wird sie von Aschikpaschazade, Neşrî, Rüstem Pascha und Lütfi Pascha als „Malhun“ bezeichnet.

## Adaptation in Medien
In der türkischen Fernsehserie Kuruluş Osman wird Bala Hatun von der türkischen Schauspielerin Özge Törer gespielt.